# مضاد الفيروسات التي يسببها بروتين عبر الغشاء5
مضاد الفيروسات التي يسببها بروتين عبر الغشاء5 (بالأنجليزية Interferon induced transmembrane protein 5 ,doj]]ويختصر ب(IFITM5). هو مضاد للفيروسات التي يسببها بروتين عبر الغشاء 5 .وهو الجين الذي يشفر بروتين الغشاء، الذي يعتقد أنه يلعب دورا في تمعدن العظام.

## موقعه
ويقع هذا الجين على الذراع القصير من ضفيرة كريك من كروموسوم 11 (11p15.5). وهو موجود مع مجموعة من فيروسات الجينات المحرضة، ولكن هو في حد ذاته لا يعتبر انترفيرون محرض.
ظهر هذ الجين للمرة الأولى في الأسماك العظمية .

## الكيمياء الحيوية
ترتبط طفرات في الجين مع تكون العظم الناقص .

## وصلات خارجية
http://ghr.nlm.nih.gov/gene/IFITM5
http://www.ncbi.nlm.nih.gov/gene/387733
http://www.uniprot.org/uniprot/A6NNB3